# آبشار کائنگ سانگ
آبشار کائنگ سانگ (به انگلیسی: Namtok Kaeng Song) آبشاری است که در تایلند واقع شده و ارتفاع کلی ریزشگاه آن ۱۵ متر است.